# Minna Klintz

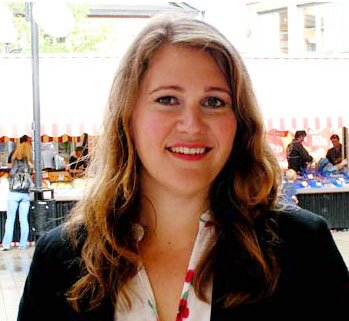
Minna Klintz vid Lidingö centrum. Foto: Jan Sjöberg, juni 2008.

Minna Klintz, född 18 juli 1975, är en svensk jurist, folkpartist och vice ordförande i kommunstyrelsen på Lidingö, bosatt på Lidingö.
Klintz har en juristexamen från Stockholms universitet, 2001. Hon var aktiv inom det liberala ungdomsförbundet under åren 1992 till 2000 och kommunpolitiskt aktiv på Lidingö sedan 1998,  ledamot av kommunfullmäktige sedan 2002 och ordförande i socialnämnden sedan 2002. Hon efterträdde folkpartiets Jan Weissenrieder som vice ordförande i kommunstyrelsen 1 september 2008, som lämnade sina politiska uppdrag vid 71 års ålder. 
Vid sitt tillträde som vice ordförande i kommunstyrelsen 2008 uttalade hon följande intresseinriktning för det politiska arbetet på Lidingö:
- "Jag vill att Lidingö i högre grad än i dag arbetar förvaltningsövergripande kring frågor som rör barn och ungdomar för att på så sätt kunna arbeta intensivare och bättre med till exempel utsatta barn och vill också flytta fram vårt lokala arbete med klimat och miljöfrågor. Min utgångspunkt är att alla klimat- och miljöfrågor också är lokala frågor. Att bidra till detta är självklart ett ansvar som vi som lokalpolitiker har, men också något andra har, som bor och är verksamma på Lidingö".[1]

Hennes fritidsintressen är främst motion, litteratur och film. Hon vandrar årligen i de lappländska fjällen och har genomgått en kurs i salsadans. Sedan barnsben spelar Klintz tvärflöjt.